# 薬歴
薬歴（やくれき）とは、薬剤服用歴の事で薬剤師が行う調剤や服薬指導の内容を記録したものである。本来薬歴は保険調剤上の薬剤服用歴管理記録の事であるが一般的広義の意味として患者に関する情報、調剤や服薬指導の内容を記録したものが薬歴と呼ばれる。

## 概要
薬歴は第22代日本薬剤師会会長である佐谷圭一によって昭和38年ごろ導入され薬剤師会などを通じ徐々に広められた。昭和61年の薬剤服用歴管理指導料導入で薬歴が必要とされた事で公に認められるものとなった。
なお、本来薬剤師が薬剤師法上記入が義務付けられているものは調剤録である。薬歴は保険調剤上の薬学管理料の薬剤服用歴管理指導料算定のための要件の中で決められているもので、患者ごとに作成された薬剤服用歴に基づき、投薬に係る薬剤の名称、用法、用量、効能、効果、副作用及び相互作用に関する主な情報を文書又はこれに準ずるもの により患者に提供し、薬剤の服用に関して基本的な説明を行うこととされていて、調剤録とは別に薬歴を記録している。薬歴は明細に近い調剤録と異なり、保険調剤上の算定要件の中で、患者又はその家族等と対話することにより、当該患者の服薬状況、服薬期間中の体調の変化、残薬の状況等の情報を収集し、その要点を薬剤服用歴の記録に記載するとともに、これに基づき、投与される薬剤の適正使用のために必要な服薬指導を行うこととされており、この性質上、薬剤師が行った服薬指導内容のみならず患者が持参した検査値などの記録など詳細に薬歴に記入されており、医師の診療録や看護師の看護記録に近いものになっている。お薬のカルテと称される事もある。本来は保険薬局における調剤報酬上の制度であったが、病院でも薬歴と呼ばれる同様の記録をつけており、病棟薬剤業務実施加算の算定要件の一つになっている。保存期間は最終記入日から3年間である。

## 記載すべき事項
保険調剤上の薬歴には以下の記載を求められている
ア 氏名・生年月日・性別・被保険者証の記号番号・住所・緊急時連絡先   
イ 処方した保険医療機関名及び保険医氏名・処方日・処方内容
ウ 調剤日・処方内容に関する照会の要点等    
エ 患者の体質・アレルギー歴・副作用歴     
オ 患者又はその家族等からの相談事項の要点     
カ 服薬状況     
キ 残薬の状況の確認     
ク 服薬中の体調の変化     
ケ 併用薬    
コ 合併症を含む既往歴に関する情報     
サ 他科受診の有無    
シ 副作用が疑われる症状の有無 
ス 飲食物(薬剤との相互作用)の摂取状況 
セ 後発医薬品の使用に関する患者の意向  
ソ 手帳による情報提供の状況    
タ 服薬指導の要点            
チ 指導した保険薬剤師の氏名        
「エ」から「セ」までの事項については、処方箋受付後、薬を取りそろえる前に、患者等に確認すること。情報の更新に留意すること。

## ガイドライン
各薬局で薬歴管理のガイドラインを定めている場合が多いが、薬歴管理のガイドラインとして広く公開されているものに、ドラッグストア系の薬局の団体である日本チェーンドラッグストア協会の薬歴管理のガイドラインがある。このガイドラインは加盟各社に対して最低限の範囲を示したものであり、協会側は各社で加筆する事も可としているが、最低限の範囲から内容を削る事はコンプライアンス上認められないとしている。
- 日本チェーンドラッグストア協会薬剤服用歴（薬歴）管理ガイドライン[9]

1. 薬歴管理の目的
2. 薬歴の記載内容と記載要領
(1) 薬歴の記載事項－必要的記載事項(平成24年4月1日より)
(2) 薬歴の記載事項－任意的記載事項
(3) 薬歴の記載要領
(4) 薬歴記載のスケジュール化
(5) 管理薬剤師の責務
3. 薬歴の保管と個人情報の保護
(1) 薬歴の保管は患者別が原則
(2) 保管年数
(3) 患者のプライバシー保護と開示
4. 電子薬歴の留意事項
(1) 使用にあたっての遵守事項
(2) 電子薬歴の仕様について
(3) 運用管理規定について
(4) 音声入力システムの導入
5. 薬局内及び企業内での相互チェックの要領
(1) 薬局内でのチェック
(2) 企業内でのチェック
(3) JACDからのチェックのお願い
6. 薬歴を使用した服薬指導
(1) 薬歴の重要性
(2) 患者・生活者への啓発
(3) 服薬指導の内容
(4) 薬歴を使用した服薬指導のフローチャート
7．薬歴管理研修の実施
(1) 研修の実施
(2) 研修の実施の頻度
(3) カリキュラム(参考)
(4) 訓練
(5) その他
8. 保険請求の留意事項
(1) 薬剤服用管理指導料
(2) 薬剤服用履歴管理指導料の算定
(3) 薬歴の作成について
(4) 電子薬歴使用の場合
(5) その他

## 記録方式
従来より紙媒体で記録されてきたが、IT化の流れにより電子薬歴としてパソコン上に記録する方式を導入する薬局が増えてきた。病院における薬歴では電子カルテと連動するようになっており、他の職種と情報共有できるようになっている。

## 記録方法
- POS（問題志向システム）

患者が困っている問題に着目して、一つずつ解決していこうとする問題解決技法。
- SOAP

SOAPは POSにおいて得られたデータを内容ごとに分類・整理した上で、S（Subjective Data）として主観的情報を、O（Objective Data）として客観的情報を書き、さらにA（Assessment）としてアセスメント、P（Plan）として今後の計画を立てる方法である。
薬歴の場合多くがSOAP形式で書かれている。
- 経時的経過記録

把握した情報、実行された薬物治療、その結果を経時的に記載する方法。

## 薬歴と個人情報保護
- 薬剤師には刑法において守秘義務が課されており、薬局も個人情報保護法により個人情報の扱いが定められている。
- 薬歴は個人情報であり患者の個人情報を保護するため厚生労働省の「医療・介護関係事業者における個人情報の適切な取扱いのためガイドラン」を遵守し、 紙薬歴の場合は一般来訪者が近つけない場所に保管するなどの適切な措置を講じること。
- 患者に関する個人情報は患者のものであるという点から、求めに応じて薬歴の開示を行う。開示する際については以下のような点に注意する[10]。

①患者から求められた場合には、可能な限り薬歴の開示に応じる。
②薬歴の開示は、患者自身に限られるので本人確認を行い確認した内容は記録する。 
③医師へ相談する場合：
患者に開示する際に医師が患者に対し未告知の部分が含まれる場合事前に医師と相談する。
④開示した場合日時や開示した薬剤師名や開示後の患者の反応などの関連情報を薬歴に記載する。

## 問題点
- 薬歴の法的根拠に関する問題

法的には調剤録が公式記録となっている。しかしながら調剤録は調剤を行った薬剤名や点数などを記入した明細書に近いものであり経時的に記入する事はない。調剤録だけでは質の保たれた服薬指導の実施は困難であり薬剤師の行った業務内容を薬歴として残す事に無理がある。薬歴は薬剤服用歴管理指導料に関する通知の中において、患者又はその家族等と対話することにより、当該患者の服薬状況、服薬期間中の体調の変化、残薬の状況等の情報を収集し、その要点を薬剤服用歴の記録に記載するとともに、これに基づき、投与される薬剤の適正使用のために必要な服薬指導を行うこと。と言う保険算定上の基準から生まれたもので保険調剤を行わないのであれば法的拘束力はない。しかしながら基準にあるように薬学的管理を行う上で必要不可欠な情報が記録できるものであり、記録しなくてはいけないと規定されている情報の他に、検査値など薬剤師が業務上必要と判断した内容を記載する事も可能であるために薬剤師の実務上欠かすことのできないものとなっている。また本来保険調剤上必要なものであったものであるが、病院においても薬剤師は薬歴と呼ばれる同様な記録を記載することが一般的である。
医師や看護師は診療録や看護記録が法的に必要な記録であるのに対して薬剤師は詳細な記述が求められている薬歴には法的根拠がなく、調剤録が法的根拠のある公式記録になっている。
- 薬剤師の意識の問題

薬歴は一昔前までは存在しなかったものであり、前述の通り法的拘束力のないものであったため、一昔前の期間までに養成された薬剤師の中には薬歴に関して十分に教育されてこなかった薬剤師も存在する。こうした中で業務の多忙さから薬歴をおろそかにする薬剤師や指導を行わない調剤薬局が出てきており報道されたケースもあった。これは調剤録と違い薬剤師法での法的拘束力はないものの保険の不正請求につながる問題である。6年制教育になった現代では、まだ十分とは言えないものの実務実習も含めて薬歴に対して多くの時間をかけて教育が行われてきているが、業務の多忙を理由に薬歴をおろそかにしないようにするなど薬局職員の意識に対する研修も必要である。

## 注と出典
1. ↑  薬剤師法第28条
2. 1 2  平成26年厚生労働省告示第57号平成26年3月5日
3. ↑  “くすりの福太郎「薬のカルテ未記載」に業界震撼”. 日経ビジネスオンライン. (2015年2月13日) 2015年7月19日閲覧。
4. ↑  Pharmacist Net-リチェッタ-一緒に学ぶ調剤実務-外来患者における薬歴管理　ノバルティスファーマ株式会社
5. ↑  薬剤師国家試験対策参考書青本改訂第五版⑨実務　薬学ゼミナール編集　p.515
6. ↑  第十三改訂調剤指針 日本薬剤師会編
7. ↑  関東信越厚生局東京事務所　東京都福祉保健局指導監査部指導第三課 保険調剤の理解のために（１）薬剤服用歴管理指導料①薬剤服用歴管理記録
8. ↑  https://medical.nikkeibp.co.jp/leaf/mem/pub/di/trend/201507/543025.html
チェーンドラッグストア協会が薬歴ガイドラインを策定
「薬歴記載は遅くとも当日中」と明記 日経DI
2015/7/15
9. ↑  http://www.jacds.gr.jp/guideline_20150714new.pdf
2015年7月14日公開 日本チェーンドラッグストア協会
薬歴管理ガイドライン
10. ↑  薬剤服用歴管理ガイドライン　日本チェーンドラッグストア協会
11. ↑  “薬局チェーンの「薬歴未記載」大量発覚はどこが問題？”. ダイヤモンド・オンラインPlus. (2015年2月26日) 2015年7月17日閲覧。
12. ↑  “薬歴未記載８１万件超　昨年、１２２０の薬局で　薬剤師会など自主点検”. 産経新聞Plus. (2015年6月24日) 2015年7月17日閲覧。
13. ↑  不適切な薬歴管理の再発防止に関する宣言 日本チェーンドラッグストア協会